# Laura Antonelli
Laura Antonelli, pseudonimul lui Laura Antonaz (n. 28 noiembrie 1941, Pola, Regatul Italiei – d. 22 iunie 2015, Ladispoli, Lazio, Italia) a fost o actriță italiană. Ajunge la apogeul succesului în anii 1970 și 1980, jucând în diverse genuri de filme, de la comedii ușoare până la genul dramatic. Obține un succes de notorietate publică, ca protagonistă senzuală în filmul cult Malizia de Salvatore Samperi.

## Filmografie

### Cinema

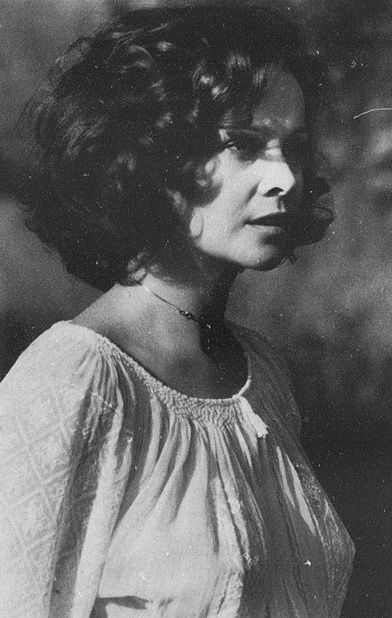
Laura Antonelli în 1973

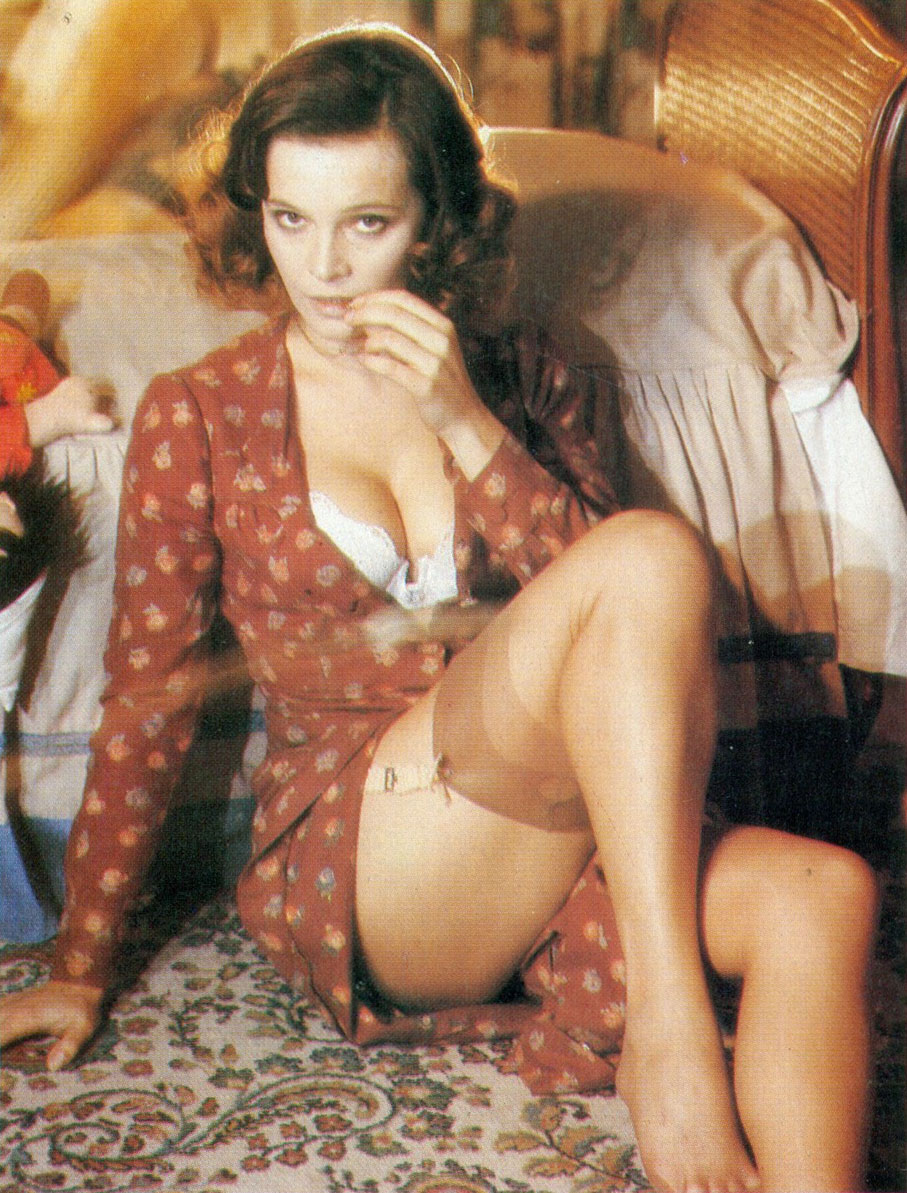
Laura Antonelli în Malizia (1973)

- 1964 Il magnifico cornuto, regia Antonio Pietrangeli
- 1965 Le sedicenni, regia Luigi Petrini
- 1966 Le spie vengono dal semifreddo, regia Mario Bava
- 1966 Scusi, lei è favorevole o contrario?, regia Alberto Sordi
- 1968 La rivoluzione sessuale, regia Riccardo Ghione
- 1969 L'arcangelo, regia Giorgio Capitani
- 1969 Un detective, non accreditata, regia Romolo Guerrieri
- 1969-1975 Venere in pelliccia (alias Le malizie di Venere), regia Massimo Dallamano
- 1970 Sledge (A Man Called Sledge), regia Vic Morrow
- 1970 Gradiva, regia Giorgio Albertazzi
- 1970 Incontro d'amore, regia Paolo Heusch și Ugo Liberatore
- 1971 Mirii anului II (Les mariés de l'an II), regia Jean-Paul Rappeneau
- 1971 Senza movente (Sans mobile apparent), regia di Philippe Labro
- 1971 Il merlo maschio, regia Pasquale Festa Campanile
- 1972 Nonostante le apparenze... e purché la nazione non lo sappia... All'onorevole piacciono le donne, regia Lucio Fulci
- 1972 Trappola per un lupo (Docteur Popaul), regia Claude Chabrol
- 1973 Malizia, regia Salvatore Samperi
- 1973 Sessomatto, regia Dino Risi
- 1974 Simona, regia Patrick Longchamps
- 1974 Peccato veniale, regia Salvatore Samperi
- 1974 Doamne, oare cum am putut să decad atât de mult? (Mio Dio, come sono caduta in basso!), regia Luigi Comencini
- 1975 Divina creatura, regia Giuseppe Patroni Griffi
- 1976 Inocentul (L'innocente), regia Luchino Visconti
- 1977 Gran bollito, regia Mauro Bolognini
- 1977 Mogliamante, regia Marco Vicario
- 1979 Letti selvaggi, regia Luigi Zampa
- 1979 Il malato immaginario, regia Tonino Cervi
- 1980 Mi faccio la barca, regia Sergio Corbucci
- 1981 Passione d'amore, regia Ettore Scola
- 1981 Il turno, regia Tonino Cervi
- 1981 Casta e pura, regia Salvatore Samperi
- 1982 Viuuulentemente mia, regia Carlo Vanzina
- 1982 Sesso e volentieri, regia Dino Risi
- 1982 Porca vacca, regia de Pasquale Festa Campanile
- 1985 Tranches de vie, regia François Leterrier
- 1985 La gabbia, regia Giuseppe Patroni Griffi
- 1986 La venexiana, regia Mauro Bolognini
- 1986 Grandi magazzini, regia Castellano e Pipolo
- 1987 Rimini Rimini, regia Sergio Corbucci
- 1987 Roba da ricchi, regia Sergio Corbucci
- 1990 Avarul (L'avaro), regia Tonino Cervi
- 1991 Malizia 2mila, regia de Salvatore Samperi

### Televiziune
- 1988 Gli indifferenti (miniserie TV), regia Mauro Bolognini
- 1989 Disperatamente Giulia (miniserie TV), regia Enrico Maria Salerno

## Premii și nominalizări
- 1974 Nastri d'argento - Cea mai bună actriță protagonistă pentru filmul Malizia
- 1974 Grolla d'oro - Cea mai bună actriță pentru filmul Malizia
- 1974 Globo d'oro - Migliore attrice rivelazione per Malizia
- 1975 Globo d'oro - Cea mai bună actriță pentru filmul Doamne, oare cum am putut să decad atât de mult?
- 1981 David di Donatello - Candidată pentru Cea mai bună actriță într-un rol secundar pentru filmul Passione d'amore